# Mistrzostwa Świata w Snookerze 1929
Mistrzostwa Świata w Snookerze 1929 − trzecie mistrzostwa świata w snookerze, które trwały od 17 grudnia 1928 do 7 marca 1929. Finał został rozegrany w Lounge Hall w Nottingham. Po raz trzeci mistrzem świata został Joe Davis, który w finale pokonał Toma Dennisa 19−14.

## Obiekty
| Mecz                         | Obiekt, Miasto            |
| ---------------------------- | ------------------------- |
| Fred Lawrence vs Alec Mann   | Camkin's Hall, Birmingham |
| Joe Davis vs Fred Lawrence   | Camkin's Hall, Birmingham |
| Tom Dennis vs Kelsall Prince | Town Hall, Loughborough   |
| Joe Davis vs Tom Dennis      | Lounge Hall, Nottingham   |

## Wyniki turnieju

### Runda 1
Lepszy w 25 frame'ach
 Fred Lawrence 13−12  Alec Mann

### Półfinały
Lepszy w 25 frame'ach
 Joe Davis 13−10  Fred Lawrence

 Tom Dennis 14−6  Kelsall Prince

### Finał
Lepszy w 37 frame'ach
 Joe Davis 19−14  Tom Dennis